# NGC 1245
NGC 1245 est un amas ouvert situé dans la constellation de Persée. Il a été découvert par l'astronome germano-britannique William Herschel en 1786.
NGC 1245 est situé approximativement à environ 2 876 pc (∼9 380 al) du système solaire dont il s'approche à une vitesse de 29,4 km/s. Selon les dernières estimations il est âgé de 506 millions d'années. Le diamètre apparent de l'amas est de 10,0 minutes d'arc, ce qui, compte tenu de la distance, donne un diamètre réel d'environ 27 années-lumière.
Selon la classification des amas ouverts de Robert Trumpler, cet amas renferme plus de 100 étoiles (lettre r) dont la concentration est moyennement faible (III) et dont les magnitudes se répartissent sur un petit intervalle (le chiffre 2).

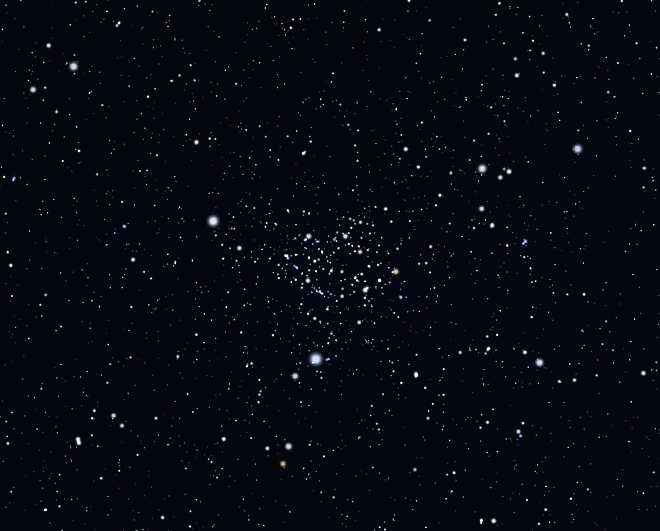
NGC 1245 obtenu avec le logiciel Stellarium.